# 龔壮
龔 壮（きょう そう、生没年不詳）は、五胡十六国時代成漢の人物。字は子瑋。巴西郡の出身。

## 生涯
同郡の譙秀と共に名望が高く、行動に慎みがある事で評判であった。
永寧元年（301年）、李特が益州で決起すると、龔壮の父と叔父はその勢力に殺害されてしまい、龔壮は何年にも渡り喪に服した。龔壮はいつも報復したいと考えていたが、それを実行する力が無かった為に果たせなかった。
建興元年（304年）、李特の子である李雄が成漢を興した。
龔壮はかねてより中央では経学が盛んなのに対し、巴蜀にはそれが無い事を嘆いていた。さらに、李氏の反乱により学問を志す者もいなくなったので、自ら邁徳論を著した。だが、その文は殆ど散逸して残っていないという。
玉恒元年（335年）、成漢の漢王李寿が漢中に駐屯すると、礼を尽くして龔壮の下へ訪問した。龔壮は招聘には応じなかったが、しばしば李寿の下を訪れて交流するようになった。
3代皇帝李期が李寿の威名を恐れて暗殺を目論むようになると、李寿は禍いを恐れ、入朝の時期が来る度に外敵に備えるのを名目として成都へ赴かなかった。この時期、岷山が崩れたり長江が干上がるなど不吉な事が続いたので、李寿は気味悪く思い、龔壮に保身の術を問うた。龔壮は李期が李特の孫にあたる事から、李寿の力をもって父と叔父の仇を討とうと考え「巴蜀の民は皆、元々は晋の臣民です。もしも節下（李寿の事。持節や仮節を持つ者への敬称）が、西進して成都を所有し、晋へ藩と称すれば、誰が節下に逆らいましょうか！そうすれば、傍流の子孫であっても不朽の名声を得られることでしょう。小を捨て大に就く事は、危険を変じて安全と為す事であり、最高の策と言えましょう！」」と述べ、挙兵して成都を攻め落とすよう勧めると、李寿はこれに同意した。
漢興元年（338年）、李寿は密かに長史羅恒・解思明と共に謀議し、挙兵して成都を制圧した。こうして李寿は帝位を簒奪すると、龔壮へ多くの褒美を下賜して太師に任じ、安車・束帛（いずれも賢人を優遇する際に用いる）を準備して招聘した。だが、龔壮は不仕の誓いを立てており、贈り物も一切受け取らなかった。そのため、李寿は特別に縞巾・素帯を準備して師友の位に座ることを許した。
8月、蜀の地に長雨が続くと、百姓は飢餓と疫病に苦しんだので、李寿は群臣へ憚ることなく忠言を尽くすよう命じた。襲壮は封書により「陛下が起兵された時、晋の藩国になると誓い、星辰を指して天地へ昭告し、血を啜って衆人と盟約を交わしました。故に天は感応して人々も悦服し、大功を立てるに至りました。しかしながら、事が成ると間もなく天子を称されました。今、長雨が百日も続いて疫病が流行しているのは、天が陛下を改悟させようとしているのです。愚見を述べさせていただきますと、以前の制約を遵守し、建康へ使者を立てるべきです。爵位は皇帝から王へ降格となりますが、子孫へ永久に伝えられるでしょう。福祚を長く保つ事が出来るのは、素晴らしい事ではないでしょうか！ ある人は『二州を保って晋へ帰順するのは栄誉かも知れないが、六郡の人事は一体どうなるというのだ。』と反対するでしょうが、聞き入れる必要はありません。かつて蜀を支配した公孫述は羅の出身者を重用し、劉備は楚の出身者を重用しましたが、この二国が亡んだ時に彼等は皆滅びました。論者達は安固の基本を理解しておらず、ただ名位を惜しんでいるだけですから、劉氏が同郷の者を用いたことを言い立てるのです。ですが、彼は既に失敗しており、今日にどうして同じ失敗をしてするというのでしょうか！ ある人は我を法正に例えておりますが、我は陛下の大恩を蒙って好き勝手に暮らしているだけであり、どのような栄華や俸禄があっても、我は晋へ就く事はありません。どうして法正と同列に語れましょうか！」と述べた。李寿はこれを読むと心底恥じて書状を深く隠し、誰にも見せなかった。
漢興2年（339年）9月、李寿が病に伏せるようになると、羅恒と解思明は改めて東晋へ帰順するよう進言したが、聞き入れられなかった。越巂郡にいた李演もまた上書して李寿に帝位を退いて王を称するよう勧めたが、李寿は怒ってこれを殺害した。この後、李寿は龔壮へ対してもこれ以上この話をしないよう脅しを掛けた。
李寿はいつも漢の武帝や魏の明帝を慕っており、先代を凌いだと自負して彼らの業績を恥じていたので、上書する者は先代の政治について口にすることが出来なかった。龔壮は父母の勤労を嘲るのは小人のする事であると訴え、七篇の詩を作り、王璩の言葉を用いて諫めた。李寿はこれに一定の理解を示したものの、結局取り合わなかった。
李寿が後趙の石虎と修好しようと思い、散騎常侍王嘏と中常侍王広を鄴へ派遣すると、龔壮はこれを諌めたが容れられなかった。
後趙の石虎が李寿へ書を送り、共に東晋を攻略して天下を分ける事を提案した。李寿は大いに喜び、戦艦を建造して兵備を整え、軍糧を準備した。また、尚書令馬当を六軍都督に任じて仮節を与え、七万の兵を指揮させて長江沿いに進ませた。群臣は「我らは小国である上に人も少なく、呉や会稽の地は遠方であり、図るべき時期ではありません。」と言上し、解思明も心を尽くして諌めた。その為、李寿は群臣に利害について詳しく述べさせると、龔壮は「陛下は胡と晋ではどちらと通じるのが正しいとお思いでしょうか。胡とは犲狼の類に過ぎず、晋が滅べばこれに臣従するしか道はなく、もし天下を争うとも力の差は歴然です。どうか陛下におかれましては、この事を良くお考え下さいますよう。」と述べ、群臣もまた皆叩頭して涙を流して諌めた。遂に李寿は出兵を思いとどまると、士衆らは皆万歳を唱えた。
龔壮はあらゆる行いの根本は忠孝にあると考えており、既に李寿の力で李期を殺して仇を討っていたので、今度は李寿を東晋に帰順させることで臣節を明らかにしようと考えていた。だが、李寿は一切聞く耳を持たなかったので、やがて龔壮は聾者になったと称し、また衰えて物も持てなくなったと称し、成都には一切寄り付かなくなった。
その後は、ひたすら経典の内容を考察し、文章を読む事に努めた。李勢の時代に亡くなったという。